# Stalförden
Stalförden ist ein Ortsteil der Gemeinde Molbergen im niedersächsischen Landkreis Cloppenburg. Er liegt östlich des Hauptortes Molbergen zwischen der nördlich verlaufenden Kreisstraße K 152 und der südwestlich fließenden Soeste. Nördlich Stalfördens liegt der Molberger Ortsteil Resthausen.

## Geschichte
Zusammen mit Resthausen kam Stalförden 1933 durch die Oldenburgische Verwaltungsreform und die Auflösung der Gemeinde Krapendorf zur Gemeinde Molbergen.

## Persönlichkeiten
- Heinrich Wienken (1883–1961), von 1951 bis 1957 Bischof von Meißen.